# Yambao
Yambao (Originaltitel: Yambaó) ist ein mexikanisch-kubanischer Spielfilm aus dem Jahr 1957 von Alfredo B. Crevenna. Das Drehbuch verfassten Julio Albo und Julio Alejandro. Die Hauptrollen sind mit Ninón Sevilla, Ramón Gay und Rosa Elena Durgel besetzt. Seine Premiere hatte der Streifen am 25. Dezember 1957 in Mexiko. In der Bundesrepublik Deutschland konnte man ihn erstmals am 28. August 1959 im Kino sehen.

## Handlung
Der Film spielt Mitte des 19. Jahrhunderts auf Kuba. Beatrice, die Frau des Plantagenbesitzers Jorge, erwartet ihr erstes Kind. Sie ist etwas in Sorge, weil das Gelbfieber umgeht und schon viele Menschen hinweggerafft hat. 
Nach langer Zeit ertönen in einer Vollmondnacht wieder einmal die Trommeln. Dieses Spektakel hatte aufgehört, als die gefürchtete Zauberin Caridad von den schwarzen Sklaven der Plantage in den Tod gehetzt worden war. Jetzt aber starren die Männer auf einen Hügel, auf dem sie ein rassiges Mädchen tanzen sehen. Sie erkennen in dieser Gestalt Yambao, in der der böse Geist der Verstorbenen weiterlebt. Ihr Versteck befindet sich in einer Felsenhöhle. Dort haust sie mit ihrer Großmutter, die über geheimnisvolle Zauberkräfte verfügt und ihrer Enkelin die Kunst der schwarzen Magie beigebracht hat. Yambao erhält den Befehl, ihre Mutter zu rächen.
Lazaro, der Sohn des Plantagenaufsehers, bedrängt die wilde Schöne, die sich heftig zu wehren beginnt. Als Jorge das Mädchen von dem Unhold erlöst, beginnt für ihn selbst das Verhängnis: Yambaos Zauber bewirkt, dass er ihr hörig und vom gelben Fieber befallen wird. Der behandelnde Arzt sieht keine Hoffnung mehr. Jetzt bewirkt Yambaos Zauber Jorges Rettung. Wieder genesen, packt diesen sogleich das Verlangen nach Yambao. Der verliebte Plantagenbesitzer überhäuft die Zauberin mit leidenschaftlichen Küssen und verspricht, nur noch für sie da zu sein. Als aber Beatrice ihrem Gatten den erwarteten Sohn schenkt, kehrt Jorge in deren Arme zurück.
Auf Geheiß ihrer Großmutter greift Yambao zum Messer, um Beatrice und ihr Kind zu töten. Bei der Ausführung des Plans versagen ihr aber die Kräfte. Wie in Trance geht sie den Weg, den schon ihre Mutter ging: sie stürzt sich in den felsigen Abgrund.

## Kritik
Das Lexikon des internationalen Films zieht folgendes Fazit: Kraus und primitiv, nach dem «B»-Rezept billiger Produzenten gearbeitet («Blut, Biest, Busen, Baby, Beten»). Die Onlineversion bezeichnet den Streifen als drittklassigen Film, der nach primitiven Rezepten zusammengemixt sei.

## Quelle
- Programm zum Film: Das Neue Film-Programm, erschienen im gleichnamigen Verlag H. Klemmer & Co., Mannheim, ohne Nummernangabe